# 秩父市

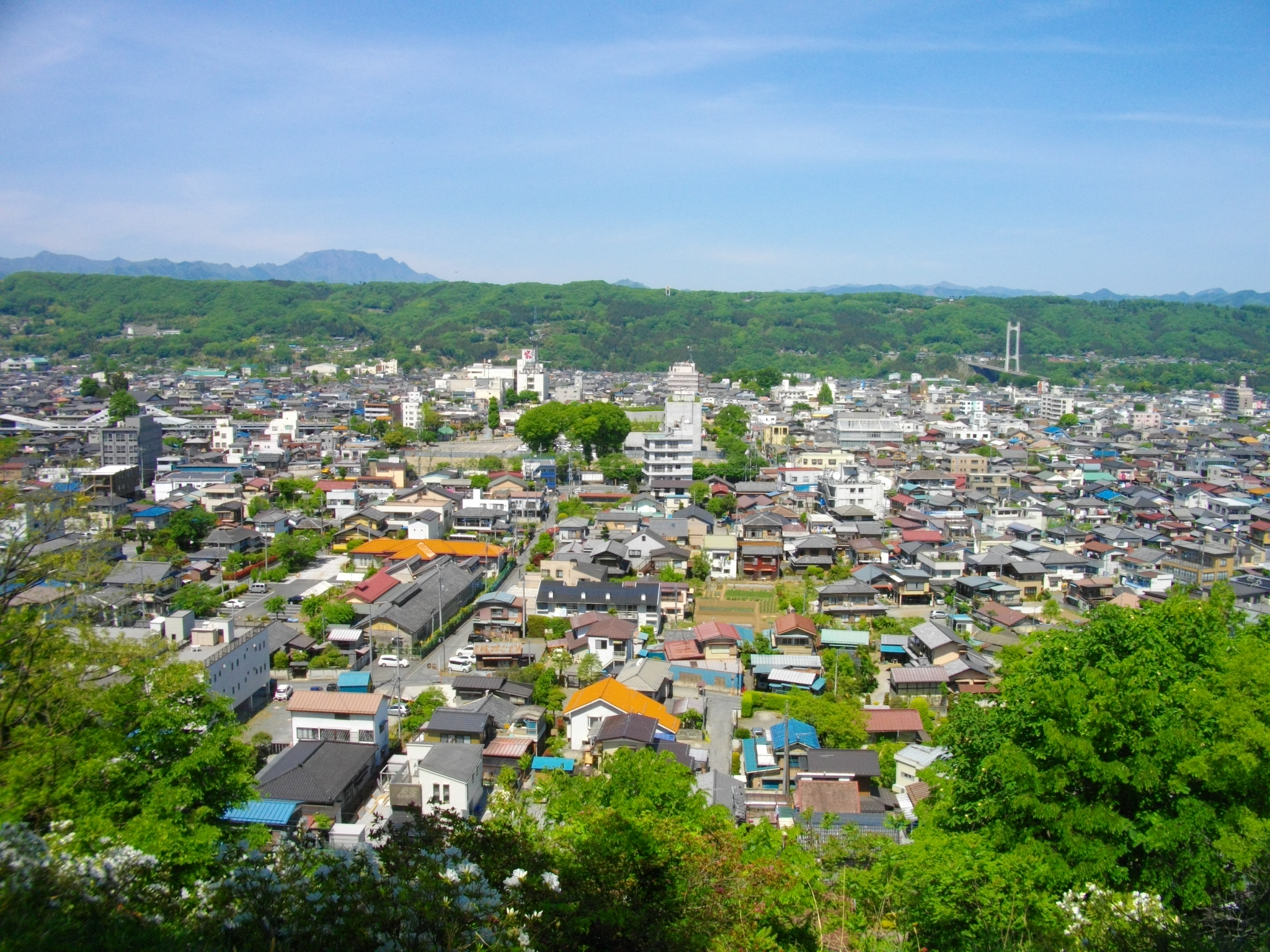
羊山公園遠眺秩父市

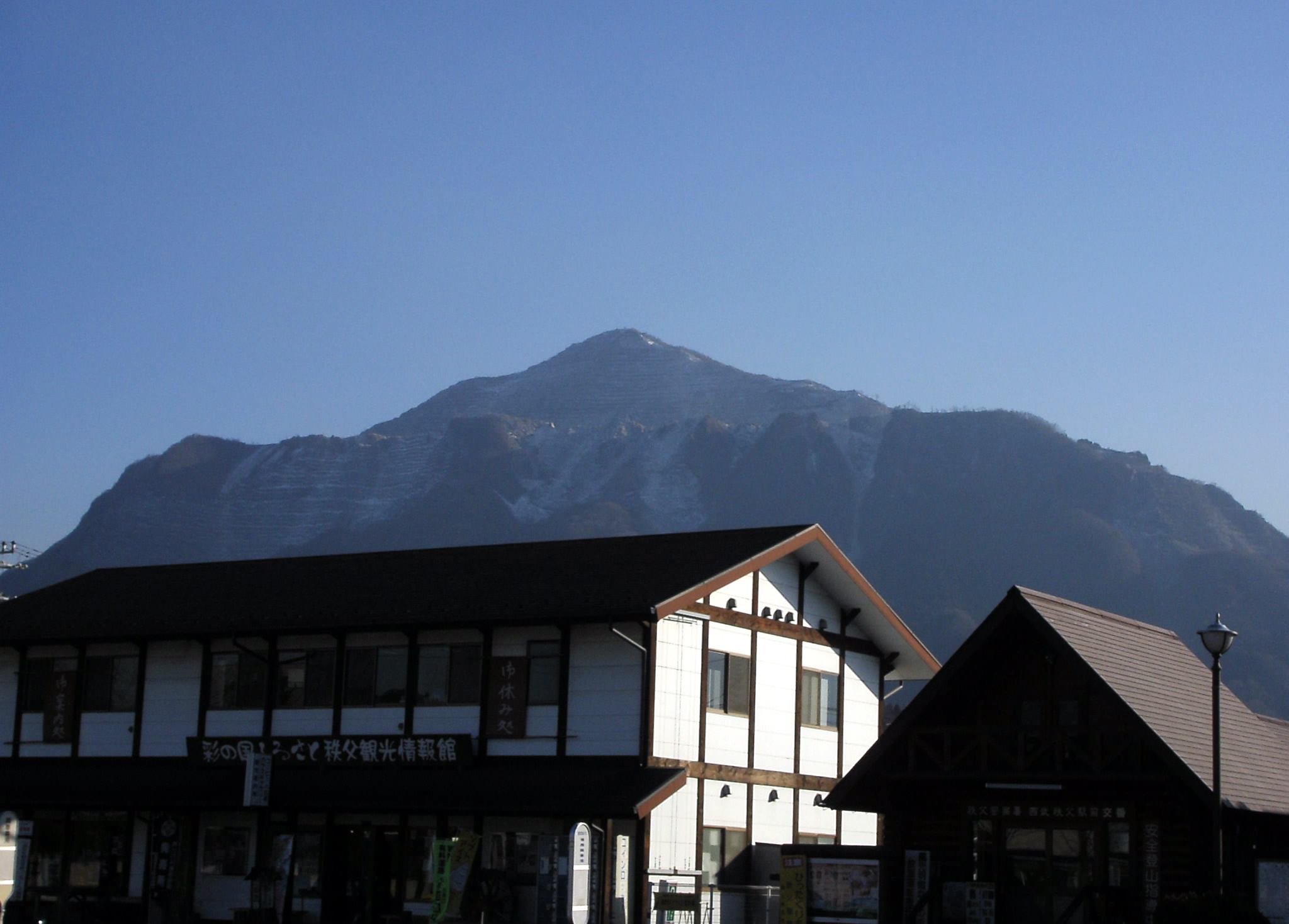
西武秩父站前望武甲山

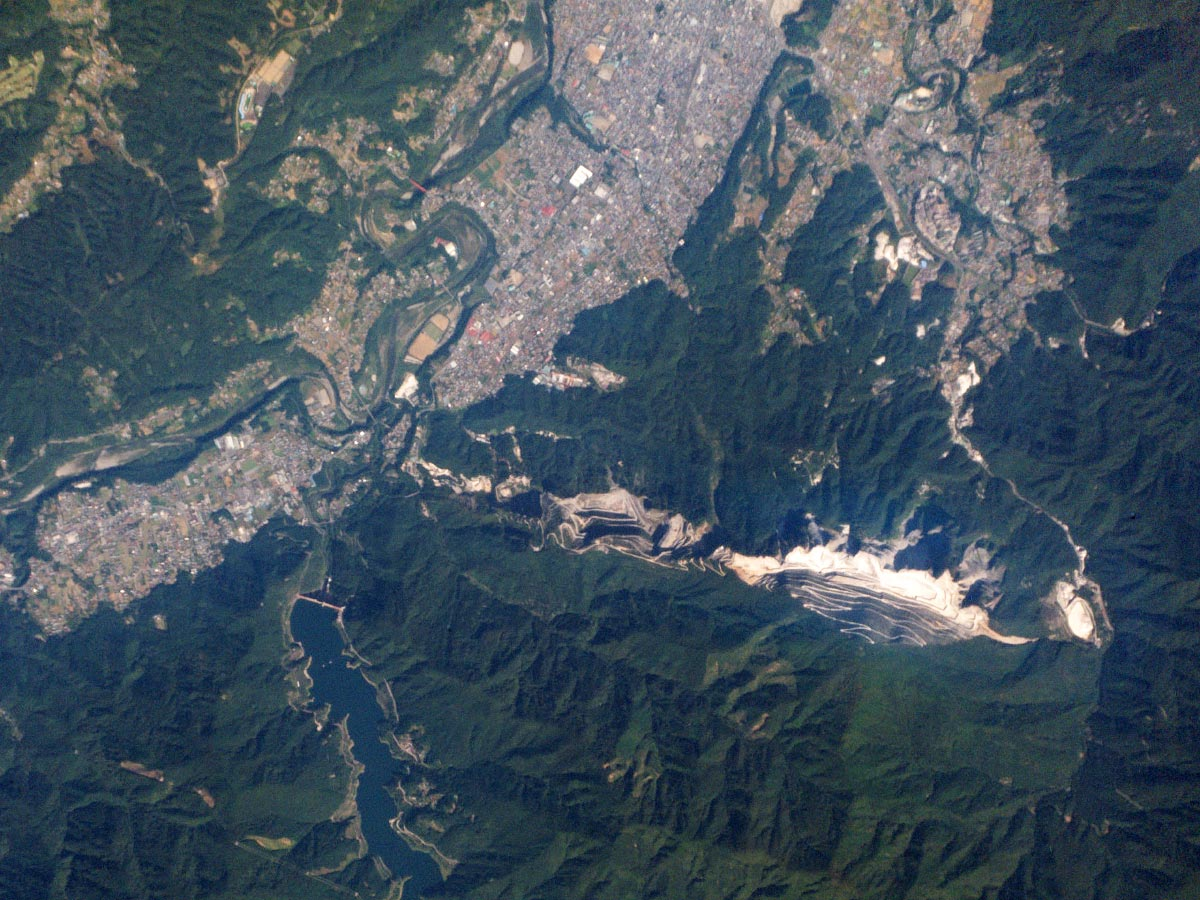
秩父市附近的衛星照片。2014年9月27日攝影。市區南側武甲山一帶可見石灰岩開採場。

秩父市（日语：／ Chichibu shi */?）是日本埼玉縣西部的城市，人口約5.5萬人，是埼玉縣内面積最大的市町村。秩父市是秩父地方唯一的城市，市中心位於秩父山地環繞的秩父盆地中央。市域大部分已被劃入秩父多摩甲斐國立公園與武甲、西秩父等埼玉縣立自然公園的範圍內。由西南向東北流的荒川在市內形成河岸段丘，東南部的武甲山則盛產石灰石。

## 地理

### 氣候
本地氣候屬內陸型氣候。夏季炎熱，但與關東地方其他主要都市相比濕度較低。冬季寒冷，常低於零下5℃。
| 秩父市（1981年 - 2010年） | 秩父市（1981年 - 2010年） | 秩父市（1981年 - 2010年） | 秩父市（1981年 - 2010年） | 秩父市（1981年 - 2010年） | 秩父市（1981年 - 2010年） | 秩父市（1981年 - 2010年） | 秩父市（1981年 - 2010年） | 秩父市（1981年 - 2010年） | 秩父市（1981年 - 2010年） | 秩父市（1981年 - 2010年） | 秩父市（1981年 - 2010年） | 秩父市（1981年 - 2010年） | 秩父市（1981年 - 2010年） |
| 月份                      | 1月                       | 2月                       | 3月                       | 4月                       | 5月                       | 6月                       | 7月                       | 8月                       | 9月                       | 10月                      | 11月                      | 12月                      | 全年                      |
| ------------------------- | ------------------------- | ------------------------- | ------------------------- | ------------------------- | ------------------------- | ------------------------- | ------------------------- | ------------------------- | ------------------------- | ------------------------- | ------------------------- | ------------------------- | ------------------------- |
| 历史最高温 °C（°F）       | 18.9 (66.0)               | 25.4 (77.7)               | 26.5 (79.7)               | 33.0 (91.4)               | 37.2 (99.0)               | 37.3 (99.1)               | 39.1 (102.4)              | 39.3 (102.7)              | 38.0 (100.4)              | 32.4 (90.3)               | 25.7 (78.3)               | 25.1 (77.2)               | 39.3 (102.7)              |
| 平均高温 °C（°F）         | 8.8 (47.8)                | 9.5 (49.1)                | 12.7 (54.9)               | 18.8 (65.8)               | 23.1 (73.6)               | 25.5 (77.9)               | 29.1 (84.4)               | 30.7 (87.3)               | 25.9 (78.6)               | 20.5 (68.9)               | 15.7 (60.3)               | 11.3 (52.3)               | 19.3 (66.7)               |
| 日均气温 °C（°F）         | 1.6 (34.9)                | 2.5 (36.5)                | 6.1 (43.0)                | 12.1 (53.8)               | 16.8 (62.2)               | 20.4 (68.7)               | 24.0 (75.2)               | 25.3 (77.5)               | 21.1 (70.0)               | 14.9 (58.8)               | 8.8 (47.8)                | 3.8 (38.8)                | 13.1 (55.6)               |
| 平均低温 °C（°F）         | −4.2 (24.4)               | −3.3 (26.1)               | 0.2 (32.4)                | 5.8 (42.4)                | 11.2 (52.2)               | 16.1 (61.0)               | 20.1 (68.2)               | 21.2 (70.2)               | 17.5 (63.5)               | 10.5 (50.9)               | 3.5 (38.3)                | −2 (28)                   | 8.1 (46.6)                |
| 历史最低温 °C（°F）       | −10.9 (12.4)              | −11.7 (10.9)              | −9 (16)                   | −4.1 (24.6)               | 0.4 (32.7)                | 6.9 (44.4)                | 13.4 (56.1)               | 13.4 (56.1)               | 7.0 (44.6)                | −0.2 (31.6)               | −5.2 (22.6)               | −9.1 (15.6)               | −11.7 (10.9)              |
| 平均降水量 mm（）         | 34.7 (1.37)               | 35.1 (1.38)               | 71.1 (2.80)               | 92.4 (3.64)               | 100.1 (3.94)              | 129.8 (5.11)              | 167.2 (6.58)              | 225.4 (8.87)              | 235.2 (9.26)              | 156.6 (6.17)              | 56.6 (2.23)               | 28.9 (1.14)               | 1,333.1 (52.48)           |
| 平均降雪量 cm（）         | 29 (11)                   | 19 (7.5)                  | 13 (5.1)                  | 1 (0.4)                   | 0 (0)                     | 0 (0)                     | 0 (0)                     | 0 (0)                     | 0 (0)                     | 0 (0)                     | 0 (0)                     | 4 (1.6)                   | 67 (26)                   |
| 平均降水天数（≥ 0.5 mm）  | 3.8                       | 4.9                       | 9.4                       | 9.8                       | 11.0                      | 14.2                      | 15.2                      | 11.5                      | 13.6                      | 10.2                      | 6.3                       | 3.5                       | 113.4                     |
| 平均降雪天数（≥ 0 cm）    | 6.0                       | 5.0                       | 2.7                       | 0.3                       | 0.0                       | 0.0                       | 0.0                       | 0.0                       | 0.0                       | 0.0                       | 0.0                       | 1.0                       | 15                        |
| 平均相對濕度（％）        | 64                        | 62                        | 64                        | 66                        | 71                        | 78                        | 81                        | 79                        | 82                        | 81                        | 77                        | 69                        | 73                        |
| 月均日照時數              | 200.5                     | 183.1                     | 182.8                     | 179.0                     | 169.2                     | 116.5                     | 126.0                     | 148.0                     | 104.6                     | 131.6                     | 160.0                     | 193.7                     | 1,900.2                   |
| 来源1：氣象廳             |                           |                           |                           |                           |                           |                           |                           |                           |                           |                           |                           |                           |                           |
| 来源2：各年數值           |                           |                           |                           |                           |                           |                           |                           |                           |                           |                           |                           |                           |                           |

### 鄰接自治體
秩父市是埼玉縣唯一鄰接長野縣與山梨縣的自治體，並與岐阜縣高山市、京都府南丹市同是接壤四個都道府縣的市町村。
埼玉縣
- 飯能市
- 比企郡都幾川町
- 秩父郡小鹿野町、東秩父村、皆野町、橫瀨町
- 兒玉郡神川町

群馬縣
- 藤岡市
- 多野郡上野村、神流町

東京都
- 西多摩郡奧多摩町

山梨縣
- 甲州市
- 山梨市
- 北都留郡丹波山村

長野縣
- 南佐久郡川上村

## 歷史
708年（和銅元年），現在埼玉縣秩父市黑谷和銅遺跡附近開採出和銅，因此年號改元「和銅」，並製作貨幣和同開珍。地處秩父盆地中央的秩父不僅是物資集散地，同時也作為秩父神社的門前町繁榮發展。
1884年（明治17年）爆發秩父事件，是日本史上最大規模的民眾暴動。

### 沿革
- 1886年（明治19年） - 秩父新道（本庄 - 大宮鄉）通車[1]。
- 1889年（明治22年）4月1日 - 町村制施行，秩父郡大宮鄉、別所村合併為大宮町。
- 1895年（明治28年） - 熊谷 - 大宮町新道（現國道140號）通車。
- 1914年（大正3年） - 秩父鐵道通車至秩父站。
- 1916年（大正5年）1月1日 - 由於秩父鐵道車站命名為「秩父站」，加上易與縣內北足立郡大宮町（之後的大宮市、現在的埼玉市大宮區）混淆，大宮町改名為秩父町。
- 1923年（大正12年） - 秩父水泥（日语：太平洋セメント）工廠開設。
- 1930年（昭和5年） - 秩父鐵道延伸至三峰口站。
- 1950年（昭和25年）4月1日 - 市制施行，為秩父市。
- 1954年（昭和29年）
  - 5月3日 - 秩父郡尾田蒔村（日语：尾田蒔村）、原谷村（日语：原谷村 (埼玉県)）併入。
  - 11月3日 - 秩父郡久那村（日语：久那村）併入。
- 1957年（昭和32年）5月3日 - 秩父郡高篠村（日语：高篠村 (埼玉県)）、大田村（日语：大田村 (埼玉県秩父郡)）併入。
- 1958年（昭和33年）
  - 5月31日 - 秩父郡影森町（日语：影森町）併入。
  - 秩父縣道升格為國道140號線。
- 1969年（昭和44年） - 西武鐵道延伸至秩父市內（西武秩父線）。
- 1970年（昭和45年） - 小鹿野縣道升格為國道299號（日语：国道299号）。
- 1971年（昭和46年） - 秩父廣域市町村圈組合（日语：秩父広域市町村圏組合）成立。
- 1985年（昭和60年） - 新秩父橋開通。
- 1989年（平成元年） - 西武鐵道與秩父鐵道開始直通運轉。
- 1994年（平成6年） - 秩父公園橋、新的佐久良橋通車。
- 1998年（平成10年）4月23日 - 國道140號雁坂隧道（日语：雁坂トンネル有料道路）開通，連結埼玉縣與山梨縣。
- 1999年（平成11年） - 浦山水壩（日语：浦山ダム）竣工。
- 2005年（平成17年）4月1日 - （舊）秩父市、秩父郡吉田町（日语：吉田町 (埼玉県)）、荒川村（日语：荒川村 (埼玉県)）、大瀧村（日语：大滝村 (埼玉県)）合併成立秩父市。
- 2008年（平成20年） - 瀧澤水壩（日语：滝沢ダム）竣工。

## 行政

### 歷代首長
| 任（舊町） | 姓名         | 就任         | 卸任          |
| ---------- | ------------ | ------------ | ------------- |
| 1          | 近藤善吉     | 1889年5月    | 1889年12月    |
| 2          | 伊古田豐三郎 | 1890年1月    | 1894年1月     |
| 3          | 新井市三郎   | 1894年1月    | 1896年1月     |
| 4          | 伊古田豐三郎 | 1896年1月    | 1899年7月     |
| 5          | 新井市三郎   | 1899年7月    | 1911年6月     |
| 6          | 伊古田豐三郎 | 1911年8月    | 1929年6月     |
| 7          | 淺見宇市     | 1929年6月    | 1937年12月    |
| 8          | 松本由太郎   | 1937年12月   | 1942年7月     |
| 9          | 淺見宇市     | 1942年8月    | 1946年7月     |
| 10         | 井上市太郎   | 1946年7月    | 1947年3月     |
| 11         | 諸武三郎     | 1947年4月    | 1950年3月31日 |
| 任（舊市） | 姓名         | 就任         | 卸任          |
| 1          | 諸武三郎     | 1950年4月1日 | 1951年4月     |
| 2          | 高野利兵衛   | 1951年5月1日 | 1959年4月30日 |
| 3          | 久喜文重郎   | 1959年5月1日 | 1983年4月30日 |
| 4          | 加藤博康     | 1983年5月1日 | 1987年4月30日 |
| 5          | 內田全一     | 1987年5月1日 | 2005年4月30日 |
| 6          | 栗原稔       | 2003年5月1日 | 2005年3月31日 |
| 任（新市） | 姓名         | 就任         | 卸任          |
| 1          | 栗原稔       | 2005年4月1日 | 2009年4月30日 |
| 2          | 久喜邦康     | 2009年5月1日 | 現任          |

### 市町村合併
2003年2月，秩父市與東秩父村以外的秩父郡（小鹿野町、橫瀨町、長瀞町、皆野町、吉田町、荒川村、兩神村、大瀧村） 等九市町村成立合併檢討準備會。之後皆野町與長瀞町退出，剩餘的七市町村成立法定協議會。2004年3月，小鹿野町、橫瀨町、荒川村舉行公投，荒川村贊成 合併，小鹿野町贊成與兩神村合併，橫瀨町反對合併。之後小鹿野町、兩神村、橫瀨町退出，秩父市、吉田町、荒川村、大瀧村在2005年4月合併成立現在的秩父市。小鹿野町與兩神村在2005年10月合併。

## 人口
| 秩父市人口分布圖 |                                               |  |
| 秩父市與日本全國年齡別人口分布比較圖 （2005年資料） | 秩父市的年齡、男女別人口分布圖 （2005年資料） |  |
| ■紫色是秩父市 ■綠色是全国 | ■藍色是男性 ■紅色是女性                       |  |
| 秩父市人口變化 \| 1970年 \| 78,764人 \| \| \| 1975年 \| 78,166人 \| \| \| 1980年 \| 76,875人 \| \| \| 1985年 \| 76,275人 \| \| \| 1990年 \| 75,845人 \| \| \| 1995年 \| 75,618人 \| \| \| 2000年 \| 73,875人 \| \| \| 2005年 \| 70,563人 \| \| \| 2010年 \| 66,939人 \| \| \| 2015年 \| 63,545人 \| \| \| 2020年 \| 59,674人 \| \| |                                               |  |
| 資料來源：日本總務省統計中心提供之人口普查數據 |                                               |  |
| 1970年 | 78,764人                                      |  |
| 1975年 | 78,166人                                      |  |
| 1980年 | 76,875人                                      |  |
| 1985年 | 76,275人                                      |  |
| 1990年 | 75,845人                                      |  |
| 1995年 | 75,618人                                      |  |
| 2000年 | 73,875人                                      |  |
| 2005年 | 70,563人                                      |  |
| 2010年 | 66,939人                                      |  |
| 2015年 | 63,545人                                      |  |
| 2020年 | 59,674人                                      |  |

## 姊妹都市

### 國內
- 東京都荒川區
1981年4月25日締結姊妹都市
- 東京都豐島區
1983年10月14日締結姊妹都市
- 山口縣山陽小野田市
1996年5月20日締結姊妹都市

(締結當時是小野田市）

### 海外
- 安提阿克（美國加利福尼亞州）
1967年9月16日締結姊妹都市
- 江陵市（大韓民國江原道）
1983年2月16日締結姊妹都市
- 臨汾市（中華人民共和國山西省）
1988年10月7日締結姊妹都市
- 華令加（澳洲新南威爾斯省）
1996年4月26日締結姊妹都市
- 益梭通（泰國益梭通府）
1999年5月8日締結姊妹都市

## 地域

### 法院
- 地方裁判所、家庭裁判所及簡易裁判所合同廳舍
  - 埼玉地方裁判所（日语：さいたま地方裁判所）秩父支部
  - 埼玉家庭裁判所（日语：さいたま家庭裁判所）秩父支部
  - 秩父簡易裁判所（日语：秩父簡易裁判所）

### 國家機關
- 秩父勞動基準監督署（日语：労働基準監督署）
- 秩父稅務署
- 秩父公共職業安定所（日语：公共職業安定所）

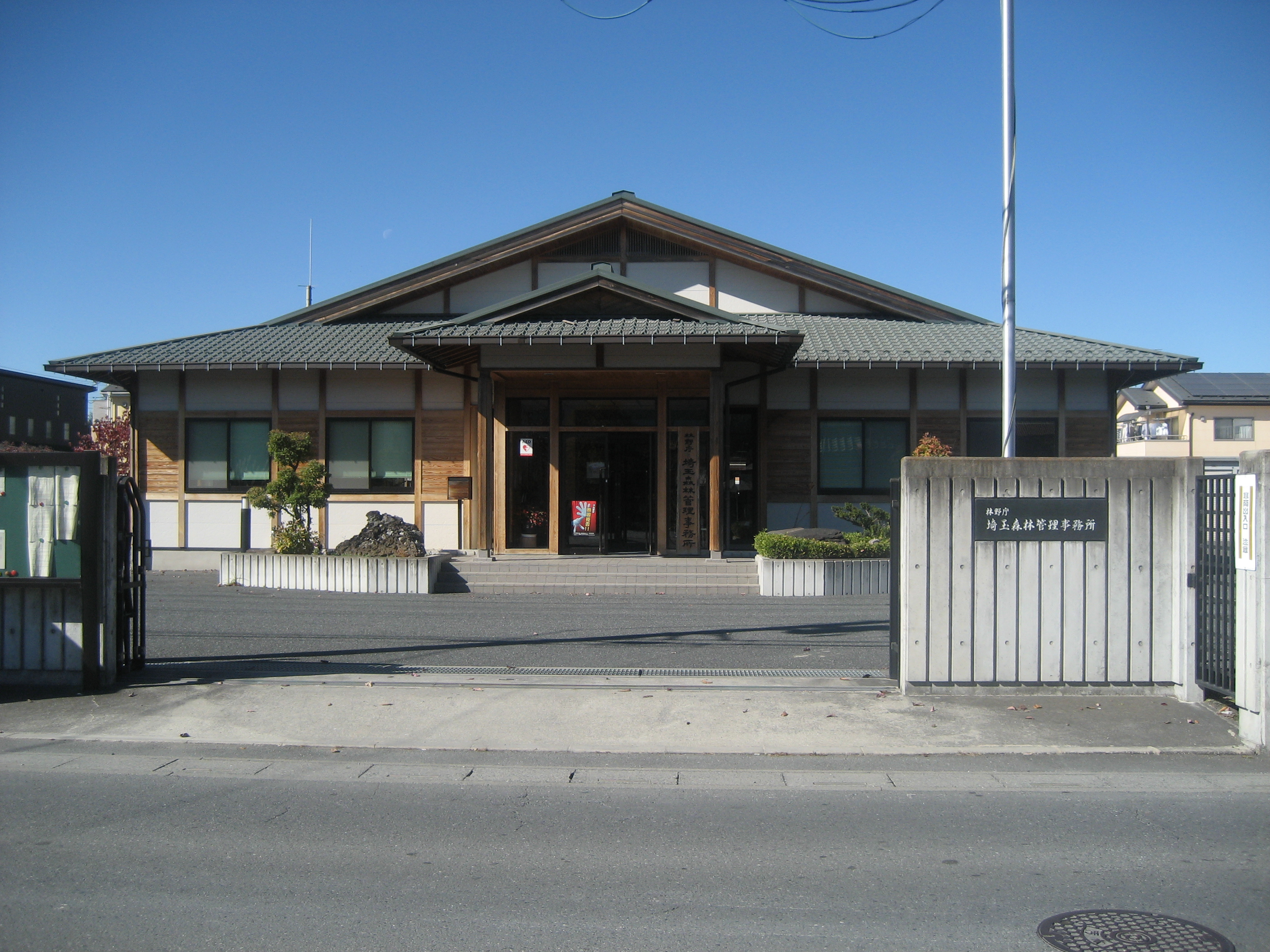
林野廳埼玉森林管理事務所
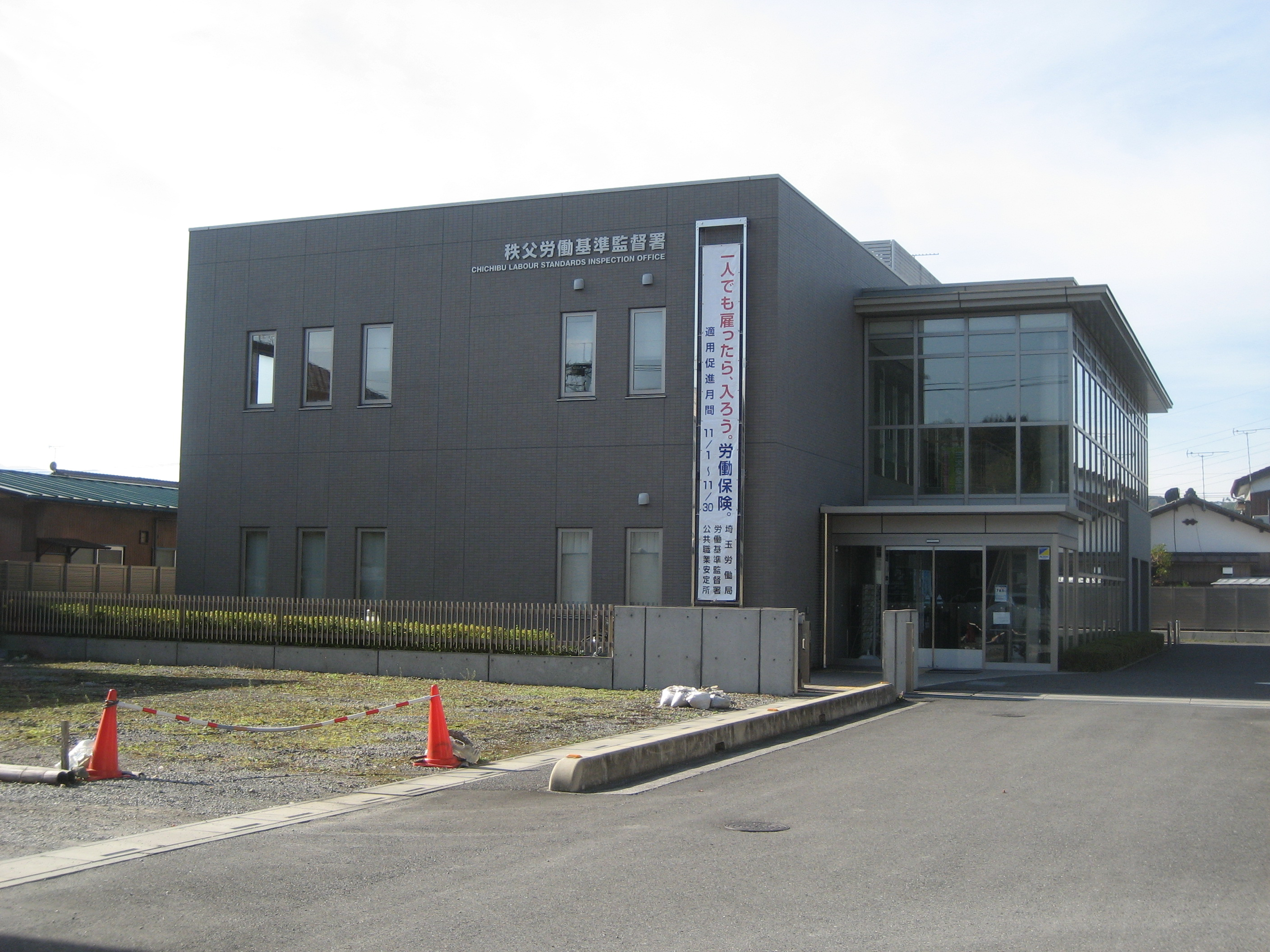
秩父勞動基準監督署
  - 秩父森林事務所
  - 大瀧森林事務所
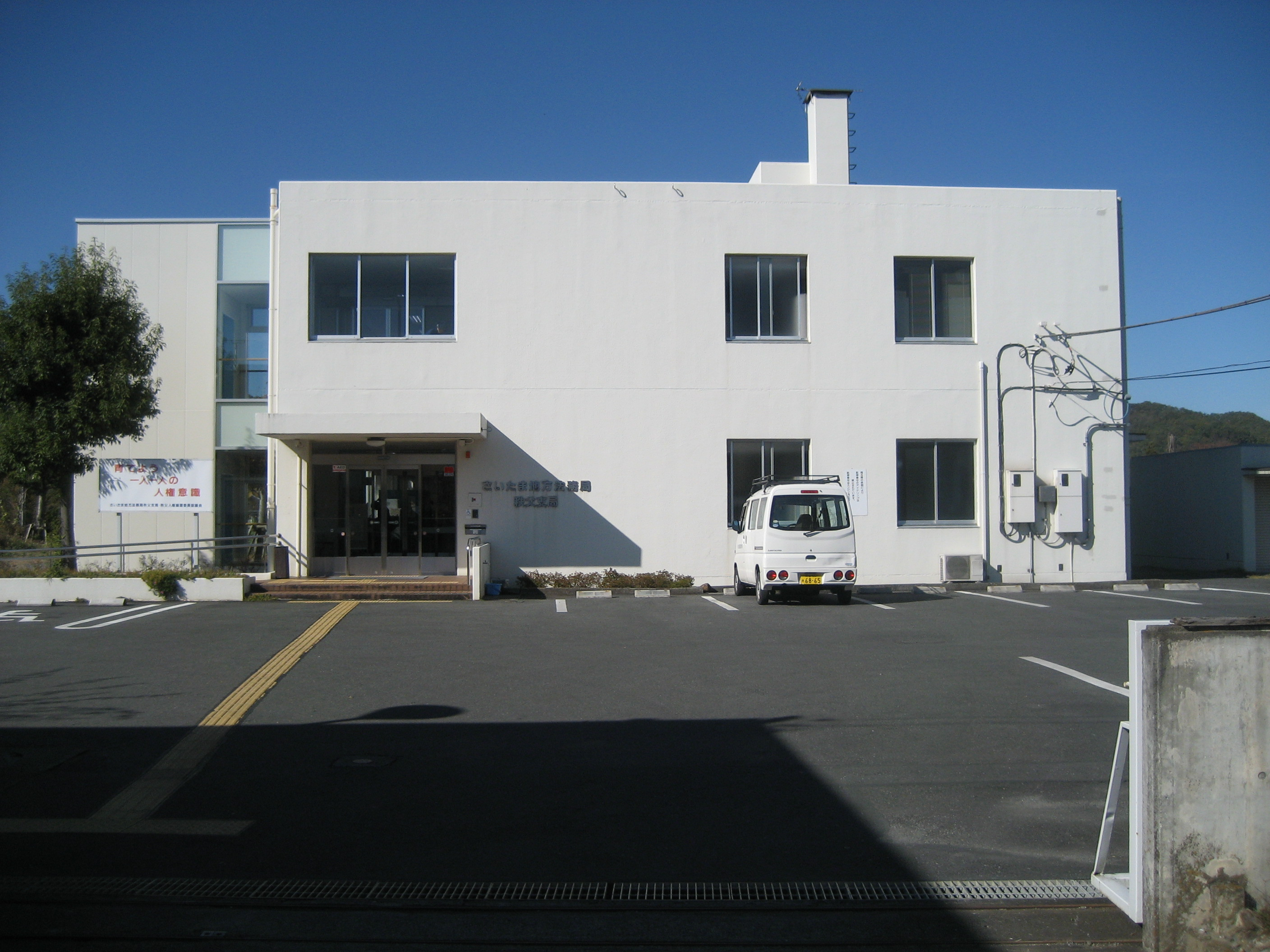
埼玉地方檢察廳（日语：さいたま地方検察庁）秩父支部
- 埼玉地方法務局秩父支局
- 自衛隊埼玉地方協力本部秩父地域事務所
- 國土交通省二瀨水壩管理所
- 氣象廳秩父特別地域氣象觀測所

- 埼玉森林管理事務所
- 秩父勞動基準監督署
- 埼玉地方法務局秩父支局

### 縣機關
- 秩父地域振興中心（秩父地方廳舍內）
- 秩父縣稅事務所（秩父地方廳舍內）
- 秩父環境管理事務所（秩父地方廳舍內）
- 秩父福祉事務所
- 秩父保健所
- 秩父農林振興中心
- 秩父縣土整備事務所
- 熊谷建築安全中心秩父駐在
- 農林總合研究中心秩父試驗地
- 熊谷高等技術專門校秩父分校
- 北部教育事務所秩父支所（秩父地方廳舍內）
- 青少年總合野外活動中心（彩之國Green Village）
- 大瀧元氣廣場（大滝げんきプラザ）
- 彩之國接觸之森（彩の国ふれあいの森）

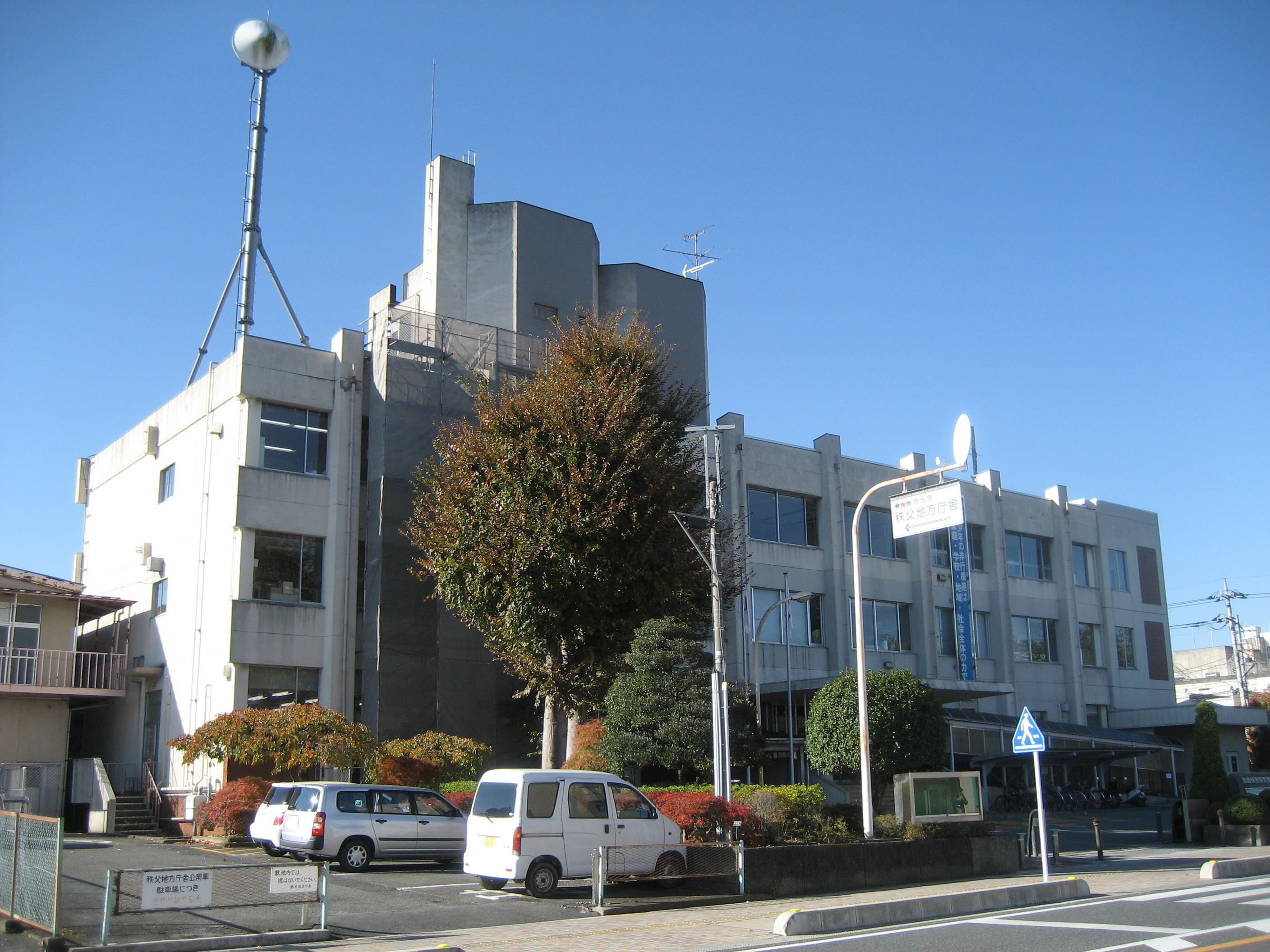
秩父地方廳舍
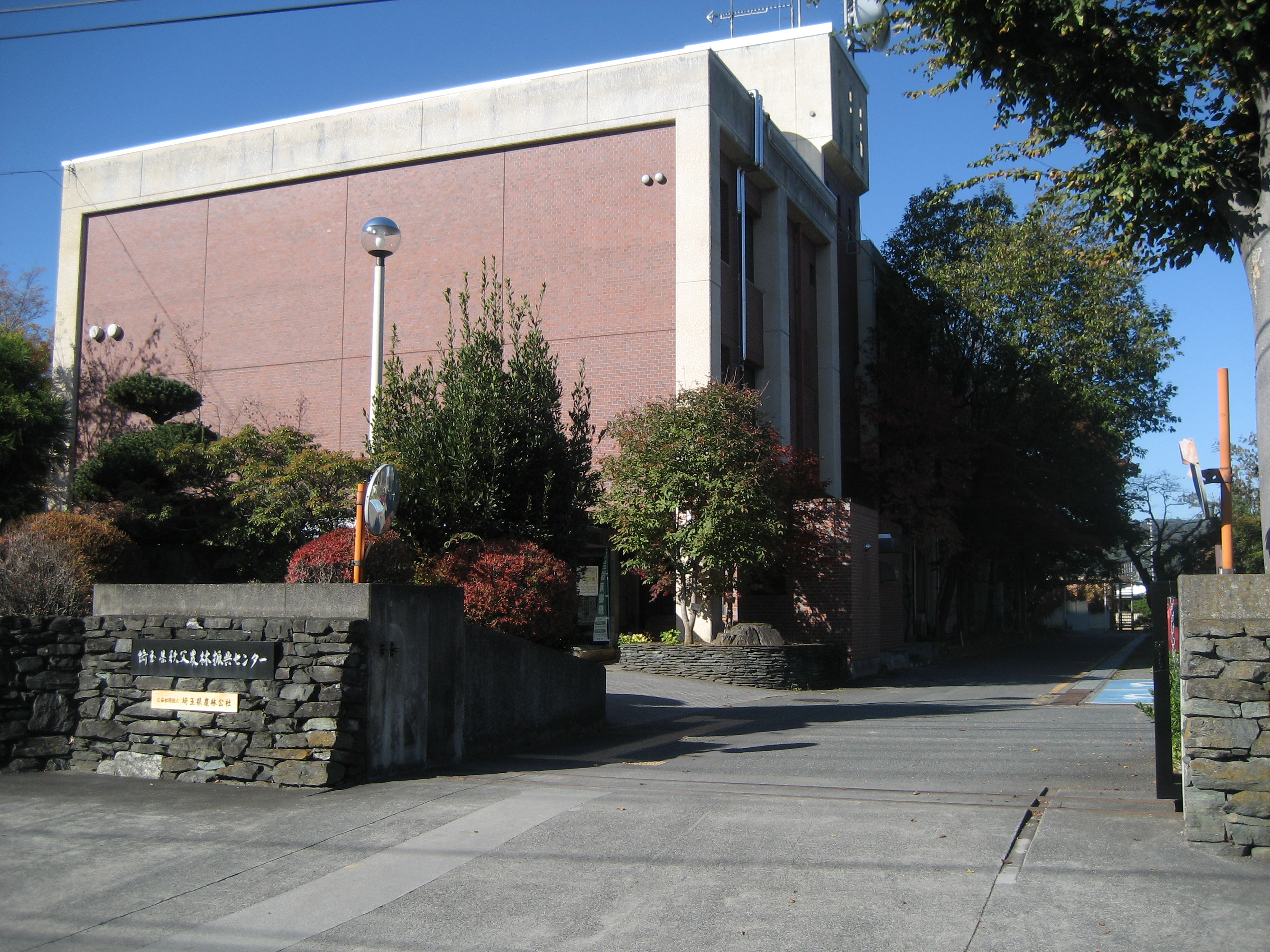
秩父農林振興中心
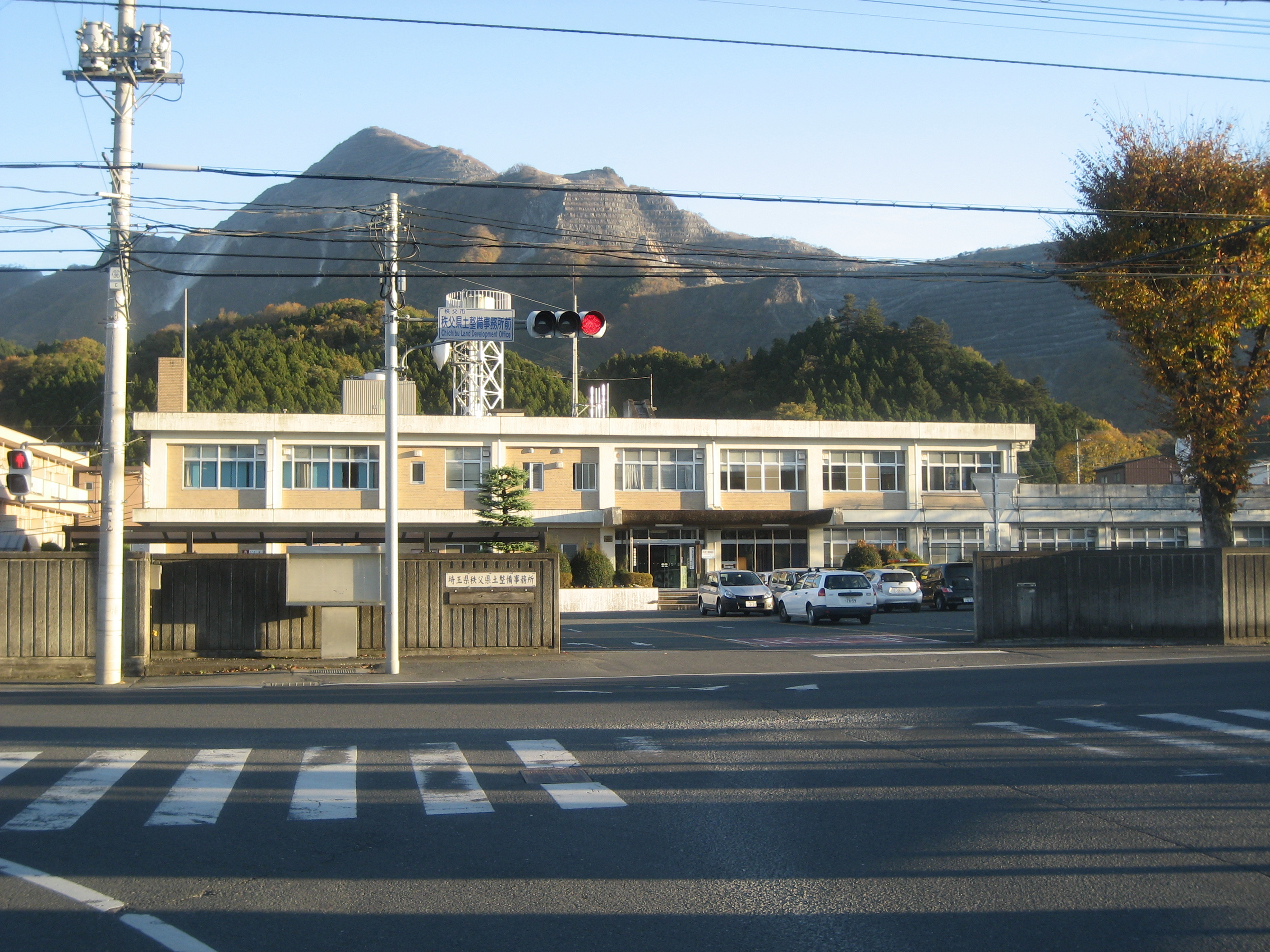
秩父縣土整備事務所、熊谷建築安全中心秩父駐在
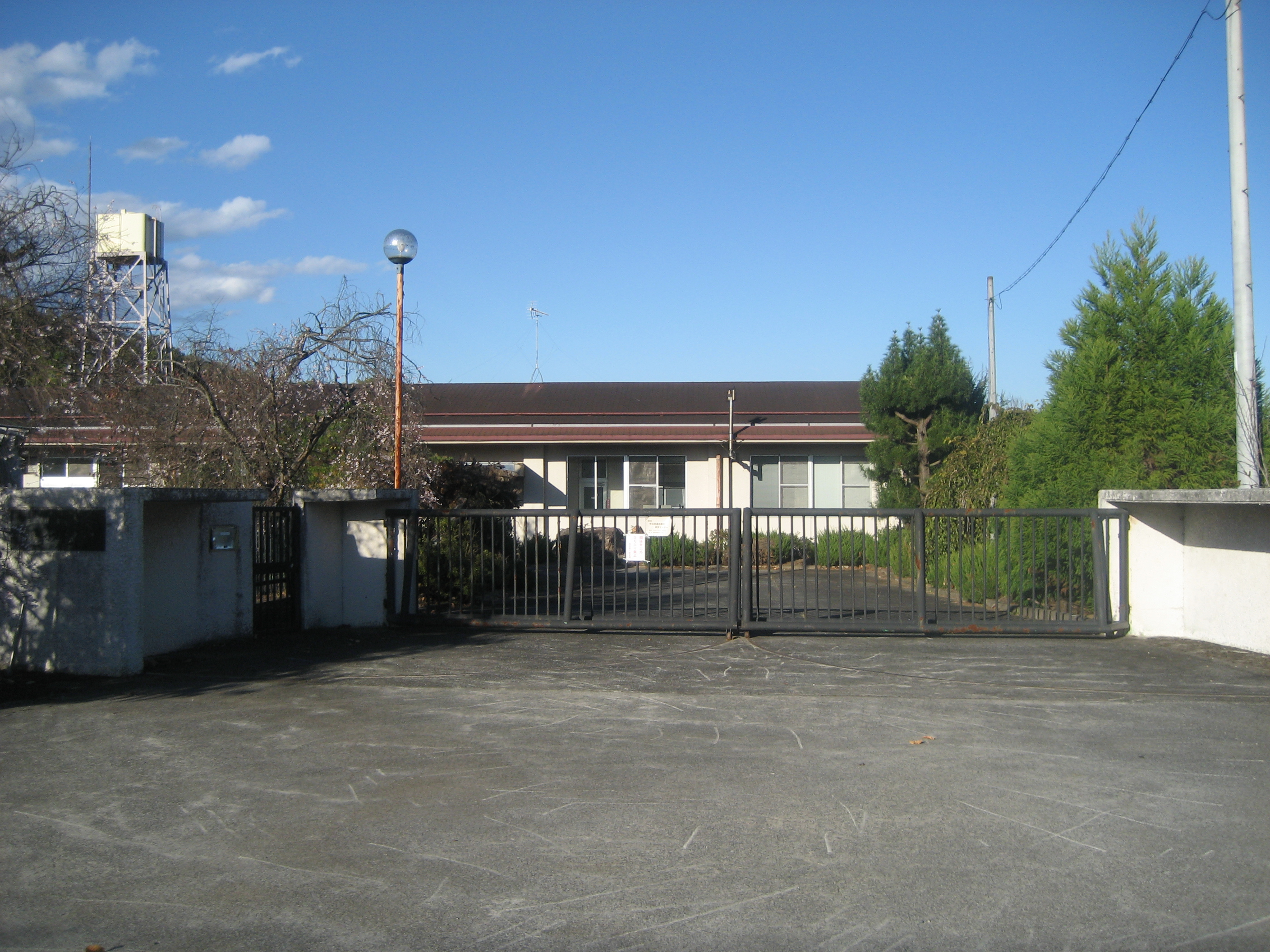
農林總合研究中心秩父試驗地

### 其他公共機關
- 水資源機構（日语：水資源機構）荒川水壩總合管理所

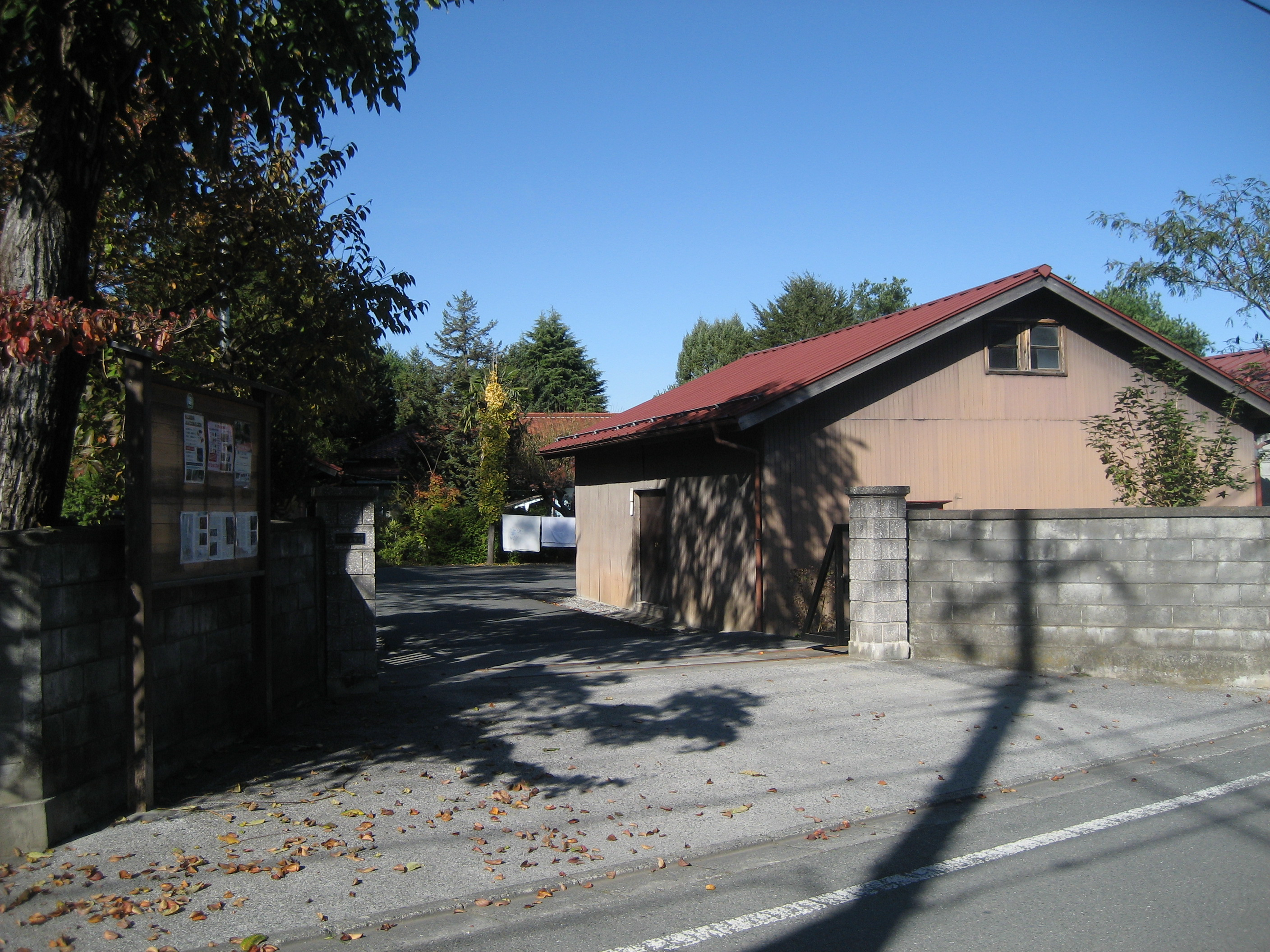
東京大學秩父演習林

- 東京大學秩父演習林

### 圖書館
- 秩父市立圖書館（日语：秩父市立図書館）
  - 秩父市立秩父圖書館
  - 秩父市立荒川圖書館
  - 秩父市立吉田分館
  - 秩父市立大瀧分館

### 教育

#### 小學校
秩父市立
- 荒川西小學校
- 荒川東小學校
- 大田小學校
- 大瀧小學校
- 尾田蒔小學校
- 久那小學校（日语：秩父市立久那小学校）
- 影森小學校（日语：秩父市立影森小学校）

- 高篠小學校
- 花之木小學校
- 原谷小學校
- 西小學校
- 南小學校
- 第一小學校
- 吉田小學校

#### 中學校
秩父市立
- 荒川中學校
- 大田中學校
- 大瀧中學校
- 尾田蒔中學校
- 影森中學校（日语：秩父市立影森中学校）

- 高篠中學校
- 秩父第一中學校
- 秩父第二中學校（日语：秩父市立秩父第二中学校）
- 吉田中學校

#### 高等學校
- 埼玉縣立秩父高等學校（日语：埼玉県立秩父高等学校）
- 埼玉縣立秩父農工科学高等學校（日语：埼玉県立秩父農工科学高等学校）

#### 專修學校
- 秩父文化服裝專門學校
- 秩父家政專門學校
- 秩父看護專門學校

#### 特別支援學校
- 埼玉縣立秩父特別支援學校（日语：埼玉県立秩父特別支援学校）
- 光之村養護學校秩父自然學園（日语：光の村養護学校秩父自然学園）

### 職業訓練

#### 職業能力開發校
- 埼玉縣立熊谷高等技術專門校秩父分校（日语：埼玉県立熊谷高等技術専門校秩父分校）

## 交通

### 鐵路
西武鐵道
- 西武秩父線：西武秩父站

秩父鐵道
- 秩父本線：和銅黑谷站 - 大野原站 - 秩父站 - 御花畑站 - 影森站 - 浦山口站 - 武州中川站 - 武州日野站 - 白久站 - 三峰口站

### 路線巴士
- 西武觀光巴士（日语：西武観光バス）
- 秩父市營巴士（日语：秩父市営バス）
- 小鹿野町營巴士（日语：小鹿野町営バス）

### 計程車
本市的計程車營業區域與橫瀨町、皆野町、長瀞町、小鹿野町同屬秩父交通圈。

### 道路
一般國道
- 國道140號
- 國道299號（日语：国道299号）

收費道路
- 雁坂隧道（國道140號線）

縣道
- 主要地方道

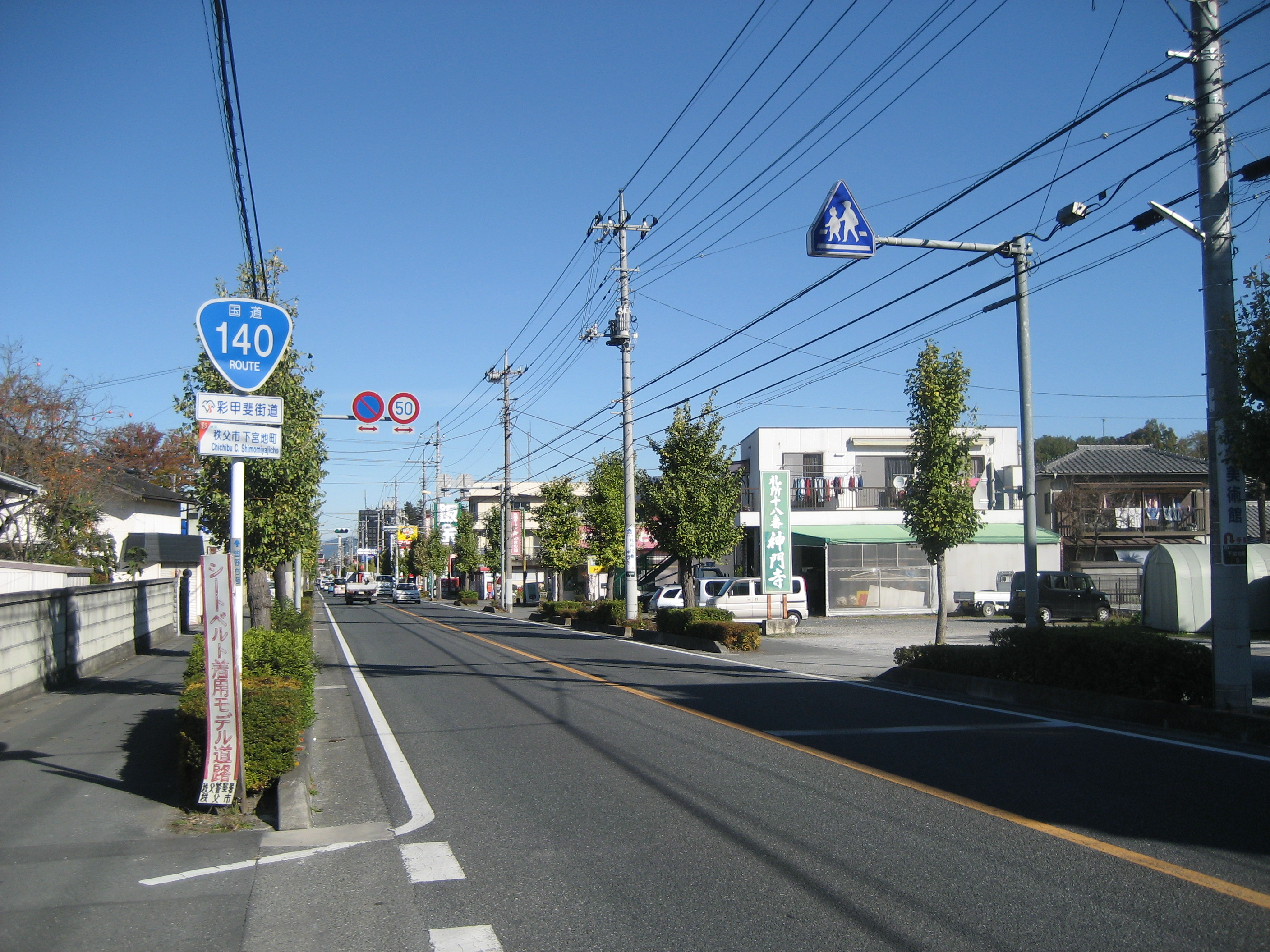
國道140號線

  - 埼玉縣道11號熊谷小川秩父線（日语：埼玉県道11号熊谷小川秩父線）（小川縣道）
  - 埼玉縣道37號皆野兩神荒川線（日语：埼玉県道37号皆野両神荒川線）
  - 埼玉縣道43號皆野荒川線（日语：埼玉県道43号皆野荒川線）
  - 埼玉縣道44號秩父兒玉線（日语：埼玉県道44号秩父児玉線）
  - 埼玉縣道71號高崎神流秩父線（日语：群馬県道・埼玉県道71号高崎神流秩父線）
  - 埼玉縣道72號秩父荒川線（日语：埼玉県道72号秩父荒川線）
  - 埼玉縣道73號秩父上名栗線（日语：埼玉県道73号秩父上名栗線）
  - 埼玉縣道82號長瀞玉淀自然公園線（日语：埼玉県道82号長瀞玉淀自然公園線）
- 一般縣道
  - 埼玉縣道208號秩父停車場秩父公園線（日语：埼玉県道208号秩父停車場秩父公園線）
  - 埼玉縣道209號小鹿野影森停車場線（日语：埼玉県道209号小鹿野影森停車場線）
  - 埼玉縣道210號中津川三峰口停車場線（日语：埼玉県道210号中津川三峰口停車場線）
  - 埼玉縣道270號吉田久長秩父線（日语：埼玉県道270号吉田久長秩父線）
  - 埼玉縣道278號秩父多摩甲斐國立公園三峰線（日语：埼玉県道278号秩父多摩甲斐国立公園三峰線）
  - 埼玉縣道282號藤倉吉田線（日语：埼玉県道282号藤倉吉田線）
  - 埼玉縣道283號下小鹿野吉田線（日语：埼玉県道283号下小鹿野吉田線）
  - 埼玉縣道284號下日野澤東門平吉田線（日语：埼玉県道284号下日野沢東門平吉田線）
  - 埼玉縣道、群馬縣道331號吉田太田部讓原線（日语：埼玉県道・群馬県道331号吉田太田部譲原線）
- 其他主要道路
  - 秩父市道大瀧幹線17號線（日语：秩父市道大滝幹線17号線）（舊稱中津川林道）

#### 道之驛
- 道之驛荒川（日语：道の駅あらかわ）
- 道之驛大瀧溫泉（日语：道の駅大滝温泉）
- 道之驛秩父（日语：道の駅ちちぶ）
- 道之驛龍勢會館（日语：道の駅龍勢会館）

## 觀光

### 名勝、古蹟
- 秩父神社（日语：秩父神社）
- 三峯神社（日语：三峯神社）
- 秩父三十四箇所（日语：秩父三十四箇所） - 與西國三十三所、坂東三十三箇所合稱日本百觀音)
- 秩父銘仙館（日语：ちちぶ銘仙館） - 國家登錄有形文化財
- 秩父故鄉館（日语：秩父ふるさと館） - 國家登錄有形文化財
- 和同遺跡 - 和同開珍遺跡
- 秩父氏館（日语：秩父氏館）：縣指定史跡

### 祭典

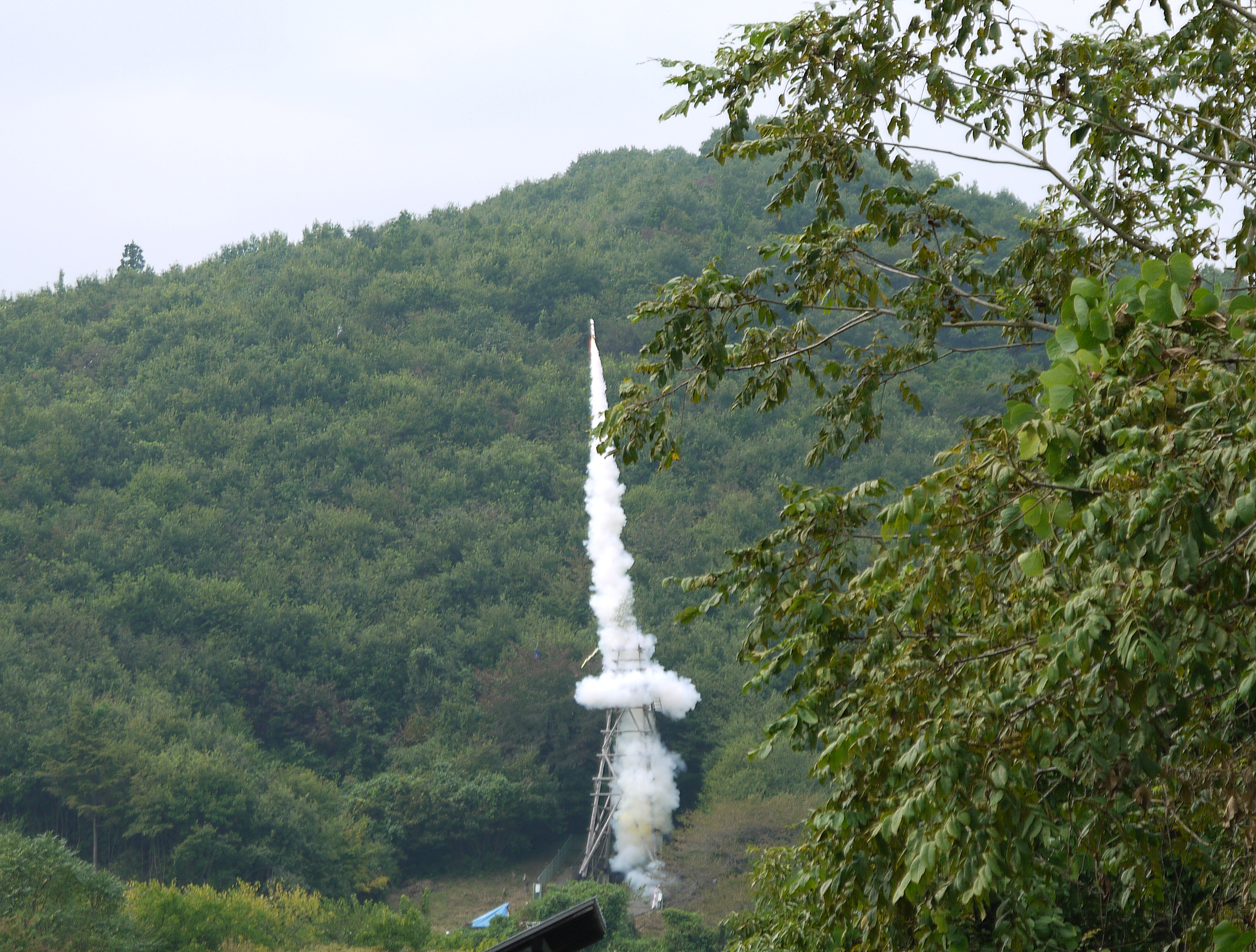
龍勢祭

- 秩父夜祭 - 每年12月3日舉行，「日本三大曳山祭」之一
  - 秩父祭會館
- 秩父川瀨祭（日语：秩父川瀬祭） - 每年7月19日20日舉行
- 龍勢祭（日语：龍勢祭り）（椋神社：秩父市下吉田）
  - 龍勢會館（日语：道の駅龍勢会館）

### 自然、公園
- 奧秩父山塊 - 秩父多摩甲斐國立公園、中津川溪谷（日语：中津峡 (埼玉県)）、秩父湖（日语：二瀬ダム）等
- 雁坂峠（日语：雁坂峠） - 日本三大峠
- 雲取山 - 日本百名山
- 甲武信岳 - 日本百名山
- 兩神山 - 日本百名山
- 霧藻峰（日语：霧藻ヶ峰） - 秩父宮命名之山
- 秩父繆斯公園（日语：秩父ミューズパーク）
- 羊山公園（日语：羊山公園） - 以「芝櫻之丘」聞名
- 秩父櫻湖（日语：浦山ダム）
- 奧秩父紅葉湖（日语：滝沢ダム）
- 三十槌之冰柱（三十槌の氷柱）
- 清雲寺的枝垂櫻
- 不動瀑布（日语：不動滝 (秩父市)）

### 建物
- 浦山水壩（日语：浦山ダム）
- 瀧澤水壩（日语：滝沢ダム）
- 二瀨水壩（日语：二瀬ダム）
- 合水壩（日语：合角ダム）

### 鐵道、道路
- SL PALEO Express（日语：パレオエクスプレス）
- 特急Red Arrow（日语：レッドアロー）「秩父（日语：ちちぶ (列車)）」
- 秩父鐵道車両公園（日语：秩父鉄道車両公園）
- 三峰口站（秩父鐵道） - 關東車站百選
- 西武秩父站（西武鐵道） - 關東車站百選
- 秩父往還道（日语：秩父往還道） - 日本道100選（日语：日本の道100選）
- 秩父公園橋（日语：秩父公園橋）
- 秩父橋 - 因動畫《我們仍未知道那天所看見的花名。》而成為人氣景點。
- 雷電廿六木橋（日语：雷電廿六木橋） - 通稱「LOOP橋」

### 博物館、美術館
- 秩父市山里自然館
- 秩父市立大瀧歷史民族資料館
- 珍石館
- Yamato Art Museum（やまとーあーとみゅーじあむ）

### 溫泉

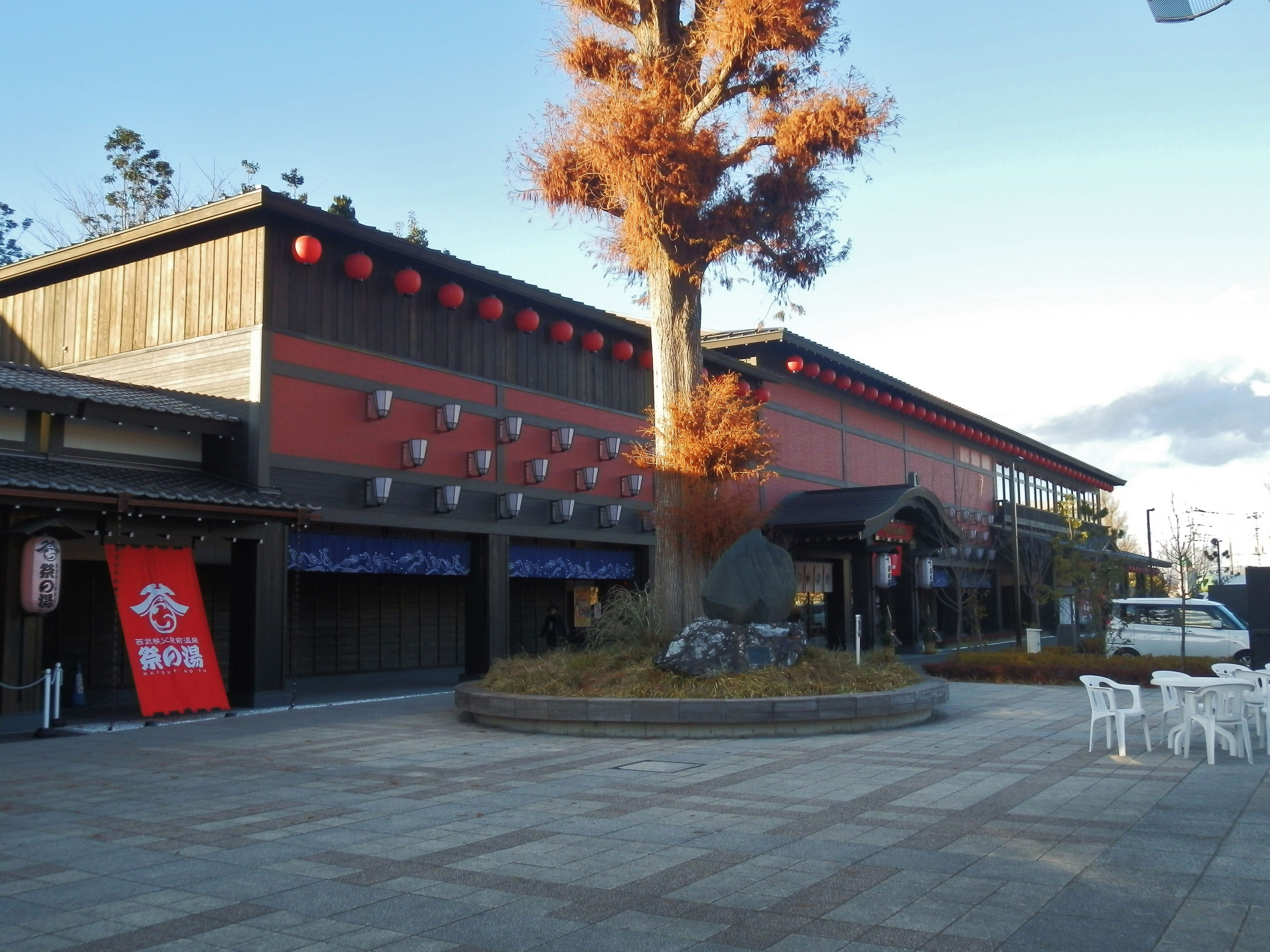
西武秩父站前温泉 祭之汤

- 西武秩父站前温泉（日语：西武秩父站前温泉）
- 白久溫泉（日语：白久温泉）
- 山田溫泉（日语：山田温泉 (埼玉県)）

## 以秩父市為舞台的作品
- 《赤胴鈴之助 黑雲谷的雷人》 (1958年)
- 《座頭市戰帖》 (1968年)
- 《超人七號》 (1967) - 第13話
- 《假面騎士Super 1》 (1980年) - 第2話
- 《我們仍未知道那天所看見的花名。》 (2011年)
- 《死魂曲》(遊戲、2003年)
- 《好想大聲說出心底的話。》(2015年)
- 《知道天空有多藍的人啊》 (2019年)

## 本社位於本市的企業
- 佳能電子（日语：キヤノン電子）－2000年代後本社機能已移轉至東京本社。

## 知名人士
- 藤原龍也（男演員）
- 神山健治（動畫導演）
- 冠二郎（演歌歌手）
- 二之宮知子（漫畫家）－秩父郡皆野町出身
- 高野佐三郎（明治至昭和前期的劍道家。昭和劍聖（日语：昭和の剣聖）之一）
- 設樂統（搞笑組合香蕉人。）－秩父郡皆野町出身
- 岡田麿里（編劇）

## 備註
1. ↑  ちちぶ定住自立圏共生ビジョン 平成24年3月23日（三訂版）PDF2p - 秩父市ホームページ

## 外部連結
- 秩父市 （页面存档备份，存于）
- 秩父觀光協會 （页面存档备份，存于）
- 秩父地区综合观光服务网站 （页面存档备份，存于）